# فين بورشجريفينك
فين بورشجريفينك (بالنرويجية البوكمول: Finn Borchgrevink)‏ هو راكب الكنو نرويجي، ولد في 8 ديسمبر 1959.

## وصلات خارجية
- فين بورشجريفينك على موقع أوليمبيديا (الإنجليزية)